# Adán Martín
Pour les articles homonymes, voir Martin et Menis.
Adán Martín Menis, né le 19 octobre 1943 à Santa Cruz de Tenerife et mort le 10 octobre 2010 à Barcelone, est un homme politique des îles Canaries, membre de la Coalition canarienne (CC). Il est vice-président de 1999 à 2003 puis président du gouvernement des Canaries de 2003 à 2007, date à laquelle Paulino Rivero le remplace.

## Sources
- (en) Cet article est partiellement ou en totalité issu de l’article de Wikipédia en anglais intitulé « Adán Martín Menis » (voir la liste des auteurs).

## Postérité
Inhumé au cimetière de Santa Lastenia, à Santa Cruz de Tenerife, ses funérailles ont été l'objet d'un hommage populaire.